# Tau5 Eridani
Tau5 Eridani (τ5 Eridani, förkortat Tau5 Eri, τ5 Eri)  som är stjärnans Bayerbeteckning, är en dubbelstjärna belägen i den mellersta delen av stjärnbilden Eridanus. Den har en kombinerad skenbar magnitud på 4,26, är synlig för blotta ögat där ljusföroreningar ej förekommer. Baserat på parallaxmätning inom Hipparcosuppdraget på ca 11,1 mas, beräknas den befinna sig på ett avstånd på ca 293 ljusår (ca 90 parsek) från solen.

## Egenskaper
Primärstjärnan Tau5 Eridani A är en blå till vit stjärna i huvudserien av spektralklass B0 V. Den har en massa som är ca 3,3 gånger större än solens massa, en radie som är ca 3,2 gånger större än solens och utsänder från dess fotosfär ca 188 gånger mera energi än solen vid en effektiv temperatur på ca 12 510 K.
Tau5 Eridani är en dubbelsidig spektroskopisk dubbelstjärna. De två stjärnorna kretsar kring varandra med en omloppsperiod på 6,2 dygn och en excentricitet på 0,2. I genomsnitt är de två stjärnorna separerade med ca 0,183 AE. Följeslagaren Tau5 Eridani B är av spektralklass B9 V med en beräknad storlek som är 2,6 gånger solens radie.
Även om Tau5 Eridani saknar ljusa visuella följeslagare, är galaxen IC 1953 mindre än 10 bågminuter bort. Det är en av de ljusare medlemmarna i en löst sammansatt grupp av galaxer som kallas Eridanus-gruppen spridda runt τ Eridani-stjärnorna.